# Megaceros flagellaris
Megaceros flagellaris là một loài rêu trong họ Dendrocerotaceae. Loài này được Mitt. Stephani mô tả khoa học đầu tiên..